# Catharina Christina von Ahlefeldt
Catharina Christina von Ahlefeldt (* 4. November 1687; † 8. Mai 1726) war Herzogin von Schleswig-Holstein-Glücksburg.

## Leben
Catharina Christina von Ahlefeldt war die Enkelin von Detlev von Ahlefeldt und wurde am 4. November 1687 als Tochter von Detlev Siegfried von Ahlefeldt auf Brodau geboren. Sie heiratete am 19. Juni 1713 den königlich Polnischen Generalmajor und Obristen Graf von Johnston, einen gebürtigen Schotten, der schon im folgenden Jahr starb. Als Witwe war sie Oberhofmeisterin der Königin von Dänemark und lernte am dänischen Hofe den Herzog Philipp Ernst von Schleswig-Holstein kennen, der sie am 20. Juni 1722 zur Herzogin erhob und sie am 2. September 1722 heiratete. Sie starb am 8. Mai 1726 und wurde am 30. Juni 1726 in der Glücksburger Schlosskapelle beigesetzt.